# Erpetoichthys calabaricus
Genre
Espèce
Classification phylogénétique
- Ostéichthyens
  - Actinoptérygiens
    - Cladistiens
    - Actinoptères
      - Chondrostéens
      - Néoptérygiens

  - Sarcoptérygiens

Erpetoichthys calabaricus, le Poisson roseau ou Poisson corde, est une espèce de la famille des Polypteridae. C'est la seule espèce actuelle de son genre Erpetoichthys (anciennement appelé Calamoichthys ou Calamichthys).

## Description
Erpetoichthys calabaricus mesure au maximum 37 cm, et c'est un poisson très allongé et fin. il ne possède pas de nageoires ventrales et utilise ses deux nageoires pectorales pour se mouvoir dans l'eau. Il vit dans des eaux calmes, saumâtres et chaudes, et il est capable de respirer de l'air (ce qui veut dire qu'il est capable de survivre dans des eaux avec un taux en oxygène dissous très bas). C'est une créature nocturne, se nourrissant de vers annélidés, de crustacés et d'insectes durant la nuit. L'espèce n'a que peu d'intérêt économique pour les humains, bien qu'elle soit parfois trouvée en aquarium.

## Étymologie
Son nom de genre, Erpetoichthys, provient des mots grecs erpeton, « chose rampante » et ichthys, « poisson ».
Son nom spécifique, calabaricus, lui a été en référence à la Calabar River (en), sa localité type, une rivière du sud du Nigeria.

## En aquarium
Bien que les Erpetoichthys ne soient pas communs en magasins d'aquariophilie, ce sont de bons animaux domestiques : ils sont curieux, pacifiques et présentent une certaine "personnalité".  Grâce à leur flexibilité, les poissons roseau peuvent être maintenus dans des cuves de 100 cm de large, ce qui rend parfaites les cuves de 300 L. Bien qu'ayant des mœurs nocturnes, le poisson roseau fera parfois des apparitions durant la journée, et on peut encourager ce comportement en effectuant des nourrissages de jour. Les larves d'insectes et les Tubifex conviennent à son alimentation. Le poisson est connu pour être capable de sauter, et donc l'aquarium doit être muni d'un couvercle solidement fixé et sans orifice trop large.